# Hans Ehlich
Hans Ehlich (né le 1er juillet 1901 à Leipzig et mort le 30 mars 1991 à Brunswick) est un médecin membre de la SS. Il est connu pour avoir dirigé le bureau III-B du RSHA.

## Jeunesse et études
Né en 1901, il a fréquenté l'université de Leipzig, université de formation de Otto Ohlendorf. 
Durant ses études, il a appartenu à l'organisation étudiante du NSDAP, lui permettant de nouer des liens utiles pour le reste de sa carrière, notamment avec Otto Ohlendorf,.
Membre d'un corps franc, il milite au Stahlhelm ; il ne rejoint pas la SA, révulsé par le caractère plébéien de cette organisation.

## Membre des services de sécurité

### Commandant de l'EinsatzgruppeV
Membre du RSHA, il participe à l'expulsion des Polonais des territoires annexés au Reich en 1939.

### Responsable du bureau de politique raciale au RSHA
Dès la création du bureau IIIB du RSHA en octobre 1939, il en prend la direction, chargé des questions de nationalité, des relations interethnique, de santé publique et de politique raciale. Ce bureau coordonne les politiques de sélection raciales menées dans toute l'Europe.
Chef de bureau au RSHA, il s'entoure de collaborateurs choisis, ayant souvent suivi peu ou prou le même parcours que le sien, marqué par la fréquentation des universités saxonnes. En effet, ces derniers sont pour la plupart des membres du SD et de la SS avant d'intégrer le parti nazi. Dans de nombreux cas, il recrute des spécialistes du Volkstumskampf, leur permettant de faire de belles carrières au RSHA. 
De plus, à partir de 1939, il insiste sur la nécessaire coordination entre les différents services chargés de la planification raciale, parvenant à faire imposer une coordination dans le Wartheland sous l'égide de son bureau, au terme de nombreux échanges avec Adolf Eichmann.
Dès la conquête de la Pologne, le bureau dont il a la responsabilité produit, en accord avec les services d'Adolf Eichmann, des projets de colonisation des territoires occupés par le Reich, ses équipes participant à la sélection et à l'expulsion des Polonais, tout comme il réfléchit à l'emploi de la main d’œuvre polonaise au profit de l'économie de guerre allemande. ainsi, le 4 janvier 1940, en compagnie de celui-ci, il fixe à deux le nombre de Polonais à expulser pour permettre l'accueil d'un Volsdeutsche à accueillir dans les territoires annexés au Reich ; lors de cette rencontre, il affirme souhaiter expulser 40 000 Polonais.
Le 30 janvier 1940, lors d'une réunion traitant des problèmes de l'emploi de la population polonaise dans l'industrie allemande, il propose, à la demande de Himmler, d'utiliser massivement les Polonais installés dans les territoires annexés avant de faire appel aux Polonais résidant dans le gouvernement général. Lors de cette rencontre, il obtient également l'autorisation de permettre l'installation de 20 000 Volksdeutsche de la Baltique dans les deux Gaue constitués dans le Corridor de Dantzig. En dépit de ce succès, il reste en butte à l'hostilité de Hans Frank, responsable de la Pologne, qui pointe la contradiction entre la politique d'expulsion des Juifs et des Polonais en direction de sa circonscription et les exigences qu'il doit remplir en termes de participation à l'effort de guerre allemand. 
De plus, il théorise le traitement des populations non allemandes dans les territoires concernés par la planification territoriale nazie : il envisage pour ces populations soit la vie à proximité des populations germaniques, soit la « dissimilation », l'expulsion ou l'extermination physique. De ce fait, dès septembre 1941, il est connu des acteurs locaux comme l'un des spécialistes des problèmes raciaux : il reçoit le 2 un courrier d'un responsable de la politique raciale du Warthegau, lui demandant des éclaircissements sur le sort des Polonais « germanisables » ou « racialement indésirables » résidant dans le Gau.

### Acteur de la planification territoriale
Entre 1939 et 1943, son service propose trois projets de réaménagement de l'Est de l'Europe; le Fernplan en constitue le premier, à la fin de l'année 1939, le projet connu sous le nom de « plan Wetzel », est le second, élaboré entre novembre 1941 et avril 1942, puis en mars 1943, le plan concocté par Ehlich et Julius Beyer est le troisième et dernier plan à la conception duquel il participe.
Dès 1939, il coordonne la préparation des projets de colonisation de l'Est de l'Europe du RSHA, en lien avec ceux des services de Konrad Meyer-Hetling, et s'affirme comme l'un des quatre acteurs de la planification raciale du Reich. Ainsi, dès le mois de novembre, ses services commencent la rédaction des premiers projets de colonisations des territoires annexés de Pologne. 
Il propose ainsi, dès la remise de son premier projet, la relégation de près de 8,5 millions de personnes, Juifs ou Polonais, . 
Ainsi, dès le 3 septembre 1941, il reçoit les propositions de relégation des « éléments racialement indésirables » du Warthegau dans un gigantesque camp de travail, à mettre en place durant le conflit.
Les derniers plans dont il coordonne la préparation, à la fin de l'année 1942 et au début de l'année 1943, prévoient l'installation de 30 millions de colons germaniques dans l'Est de l'Europe dans les trente années suivant la fin de la guerre. 
Ces plans sont présentés à plusieurs reprises, le 11 décembre 1942 à Salzbourg,, puis lors d'un colloque qu'il organise pour les référents de son bureau en poste dans les territoires occupés les 1er et 2 février 1943 à Berlin.
Le bureau qu'il a dirigé reste en définitive globalement mal documenté, les archives de ce bureau qui n'ont pas disparu sont extrêmement dispersées entre Berlin, Varsovie et Moscou
De plus, les projets de colonisation, dont il est un acteur de la réalisation, n'ont pas laissé de traces significatives dans les archives : en effet, nous ne connaissons les projets du RSHA que par des prises de notes de personnes ayant assisté aux exposés de Ehlich et de ses collaborateurs

## Défaite du Reich

### Témoin de la défaite
Membre des services de renseignements, il rend compte à ses supérieurs de l'ampleur de la peur qu'éprouve les Volksdeutsche installés en Pologne durant l'automne 1944, alors que des offensives soviétiques semblent éminentes. 
Au printemps 1945, alors que la défaite du Reich est consommée, il se montre partisan d'une solution de compromis avec les alliés occidentaux.

### Membre du gouvernement
Après la capitulation, il parvient à rejoindre Karl Dönitz, le nouveau président du Reich, et son gouvernement, Dönitz le considérant comme peu compromis dans les crimes du régime nazi.

## Fin de vie

### Durant les procès de l'après-guerre
Ehlich est cité comme témoin au procès de Konrad Meyer-Hetling, mais son interrogatoire témoigne surtout du faible niveau de connaissance qu'ont alors les Alliés occidentaux de la planification coloniale nazie; de plus, sans se rendre coupable de faux témoignage, il s'entend avec Meyer-Hetling pour égarer les accusateurs alliés dans les méandres de la planification nazie. 
Il est condamné, à l'issue de son procès, à un peine de prison d'une année et neuf mois, durée couverte par la détention préventive; en effet, son rôle dans la planification et les meurtres de masse n'ont pas été découverts à ce moment, notamment en raison du témoignages volontairement imprécis d'Otto Ohlendorf lors de son propre procès.